# Хэмсон, Дженнифер
Дженнифер Хэмсон (англ. Jennifer Hamson; родилась 23 января 1992 года, Линдон, штат Юта, США) — американская профессиональная баскетболистка, которая выступала в женской национальной баскетбольной ассоциации (ЖНБА) и женской национальной баскетбольной лиге (ЖНБЛ). Была выбрана на драфте ЖНБА 2014 года во втором раунде под общим двадцать третьим номером клубом «Лос-Анджелес Спаркс». Играла на позиции центровой. Чемпионка ЖНБЛ (2017).

## Ранние годы
Дженнифер родилась 23 января 1992 года в городе Линдон, штат Юта, в семье Дэвида и Трезы Хэмсон, у неё есть два брата и две сестры, а училась в соседнем городе Плезант-Гроув в одноимённой средней школе, в которой выступала за местную баскетбольную команду.